# Avenue Fonsny
L'avenue Fonsny (en néerlandais : Fonsnylaan) est une voie principale de la commune de Saint-Gilles à Bruxelles, en Belgique.
Reliant la place de la Constitution au sud-ouest de la Petite Ceinture jusqu'à la commune de Forest, elle se prolonge à Forest par l'avenue Van Volxem. Elle est parallèle à la ligne ferroviaire belge 96. Une entrée de la gare de Bruxelles-Midi se trouve sur l'avenue Fonsny.
L'avenue porte le nom de Jean-Toussaint Fonsny (1801-1884), qui est bourgmestre de Saint-Gilles de 1861 à 1870 puis de 1872 à 1881.